# Heliotropium submolle
Heliotropium submolle là loài thực vật có hoa trong họ Mồ hôi. Loài này được Klotzsch mô tả khoa học đầu tiên năm 1852.